# Weiler bei Monzingen
Weiler bei Monzingen település Németországban, Rajna-vidék-Pfalz tartományban. Lakosainak száma 443 fő (2023. december 31.).

## Népesség
A település népességének változása:
| Lakosok száma | 466  | 446  | 452  | 453  | 452  | 443  |
|               | 1975 | 2017 | 2019 | 2021 | 2022 | 2023 |